# Heilige Dreifaltigkeit (Altenbeuern)

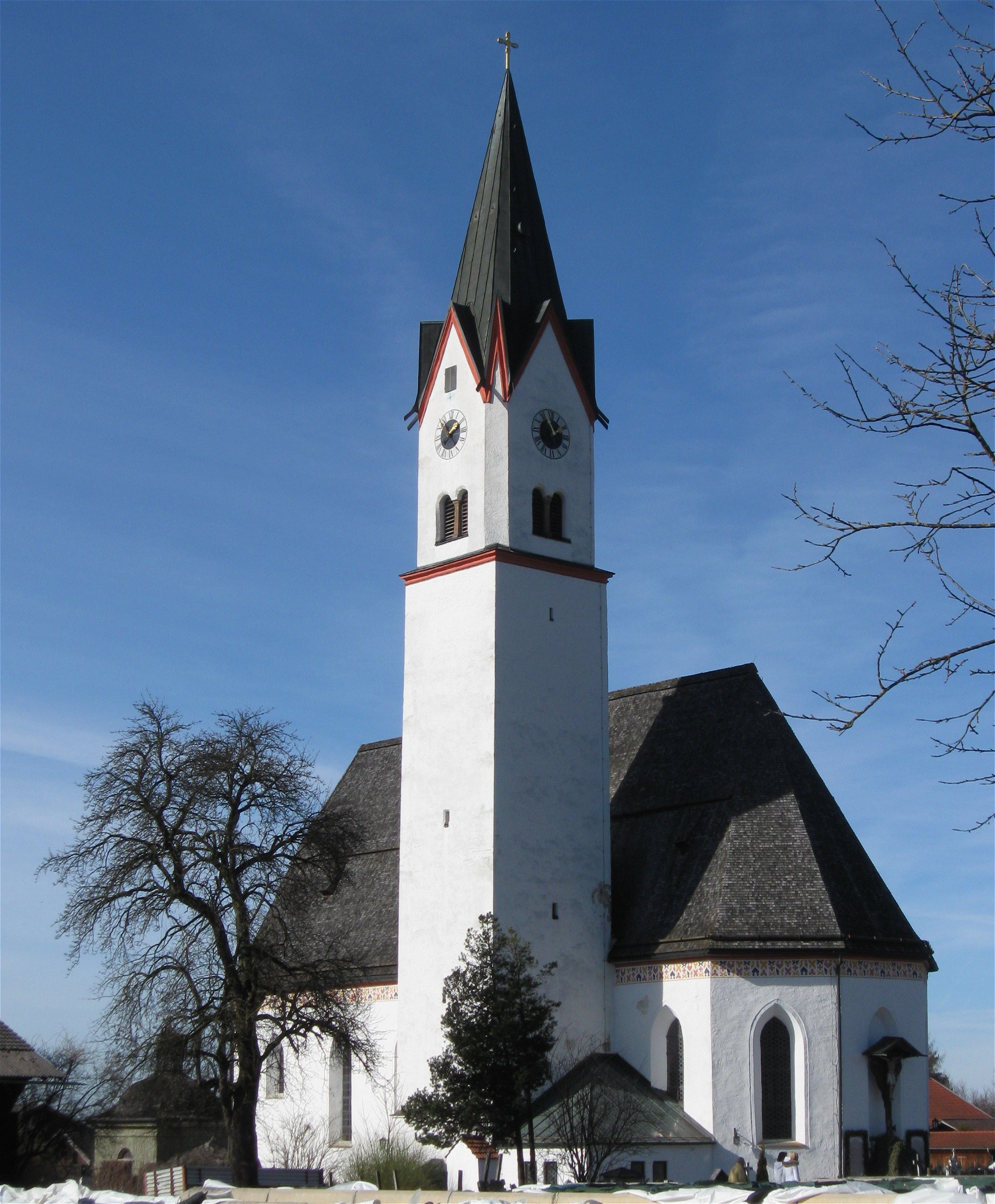
Heilige Dreifaltigkeit in Altenbeuern

Die römisch-katholische Filialkirche Heilige Dreifaltigkeit steht in Altenbeuern, einem Gemeindeteil von Neubeuern im oberbayerischen Landkreis Rosenheim. Das Bauwerk ist in der Liste der Baudenkmäler in Neubeuern als Baudenkmal unter der Nr. D-1-87-154-35 eingetragen. Die Kirche gehört zum Erzbistum München und Freising.

## Beschreibung
Die Saalkirche wurde 1494 erbaut und 1701/05 barock verändert. Sie besteht aus einem Langhaus, einem dreiseitig geschlossenen Chor im Osten und einem Chorflankenturm an dessen Südwand, der mit einem achteckigen Geschoss aufgestockt und mit einer Welschen Haube bedeckt wurde. 
Der gegen den Chor mit einem Chorbogen abgeteilte Innenraum des Langhauses ist mit einem Stichkappengewölbe überspannt. Die spätgotischen Fresken an den Wänden wurden 1963 freigelegt. Der um 1655 aufgestellte Hochaltar wurde 1705 umgestaltet. Er wird flankiert von den Statuen des Rupert von Salzburg und des Virgil von Salzburg. Die Kirchenausstattung wurde 1889 nach Entwürfen von Johann Marggraff neugotisch verändert.

## Orgel

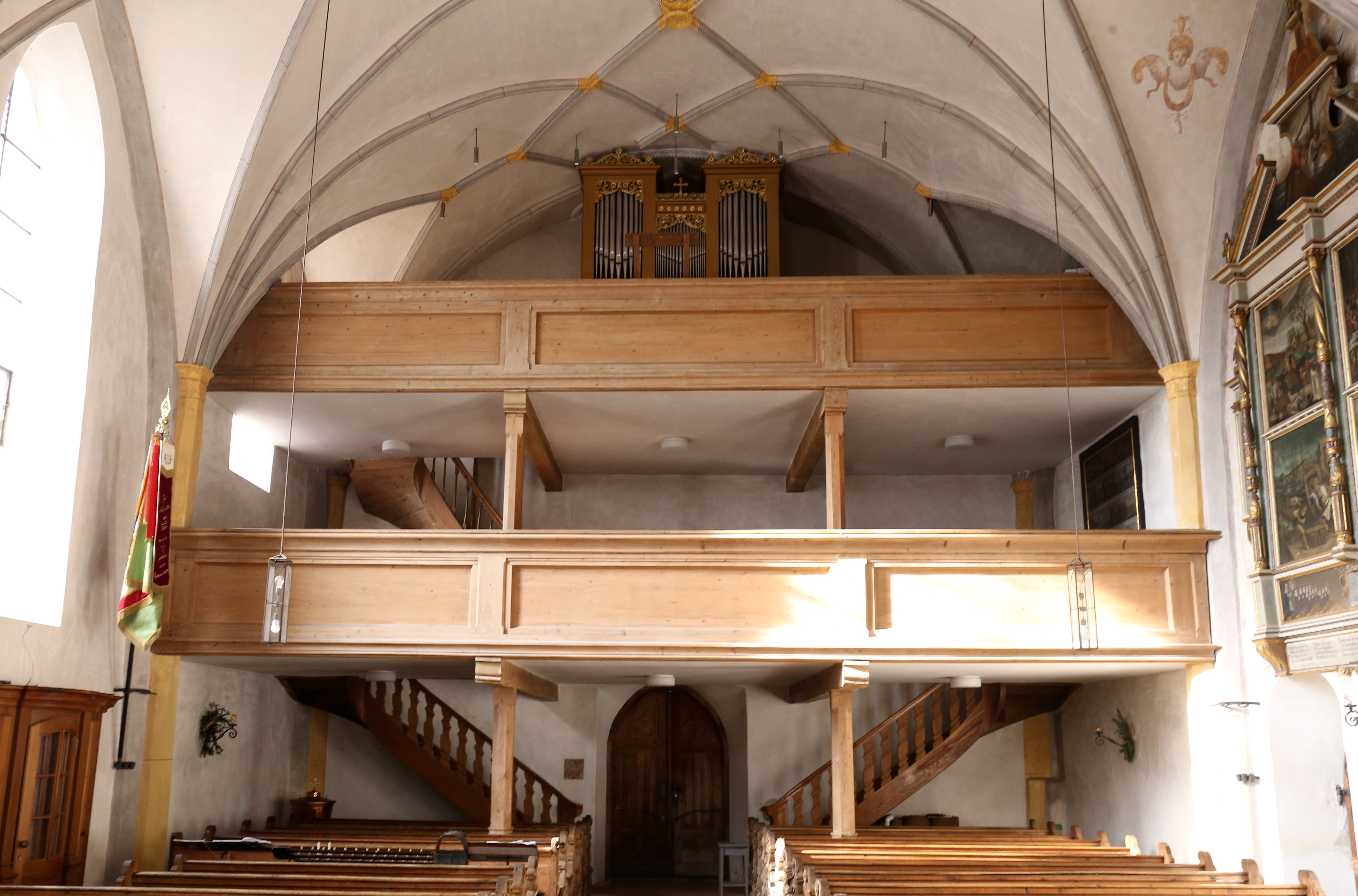
Die Maerz-Orgel

Die rein mechanische Schleifladen-Orgel mit 10 Registern auf einem Manual und Pedal wurde von Max Maerz im Jahr 1860 erbaut. Sie ist leicht verändert erhalten. Die Disposition lautet:
| Manual C–f3  |       |            |
| Gedackt      | 8′    |            |
| Salicional   | 8′    |            |
| Gamba        | 8′    | [ Anm. 1 ] |
| Principal    | 4′    | [ Anm. 2 ] |
| Traversflöte | 4′    |            |
| Quinte       | 2 ⁄3′ |            |
| Octav        | 2′    |            |
| Mixtur III   | 1 ⁄3′ |            |

| Pedal C–f0 |     |
| Subbass    | 16′ |
| Octavbass  | 8′  |

- Koppeln: M/P

Anmerkungen
1. ↑  C-H mit Salicional
2. ↑  C-c′′ im Prospekt